# ThyssenKrupp Marine Systems
ThyssenKrupp Marine Systems  de Alemania (a menudo abreviado TKMS) es un grupo y compañía holding de proveedores de embarcaciones navales, barcos de superficie y submarinos. Fue fundada cuando el gran conglomerado industrial ThyssenKrupp adquirió Howaldtswerke-Deutsche Werft el 5 de enero de 2005.

## Composición
El grupo está formado por:
- Howaldtswerke-Deutsche Werft en Kiel, Alemania
- Atlas Elektronik en Bremen, Alemania
- Hellenic Shipyards Co. en Skaramangas, Grecia (25%)

Al 30 de agosto de 2006, el grupo representaba un volumen de ventas de alrededor de € 2.2 mil millones y tenía una fuerza laboral de 8,400 personas.
La corporación abrió una sucursal en Karachi, Pakistán, el 25 de julio de 2007. Para enero de 2009, se había convertido en una de las mayores compañías privadas de construcción naval en Pakistán.
Se dice que ThyssenKrupp quiere vender su Negocio de Yardas en Emden, Kiel y Hamburgo.